# Karl Ludwig Michelet
Karl Ludwig Michelet (ur. 4 grudnia 1801 w Berlinie, zm. 15 grudnia 1893, tamże) – niemiecki filozof.

## Życiorys
Michelet pochodził z osiadłej w Berlinie rodziny hugenotów, którzy uszli z Francji po odwołaniu edyktu nantejskiego w 1685 r. Ojciec Micheleta był właścicielem fabryki jedwabiu. Michelet uczęszczał do gimnazjum francuskiego w Berlinie, a następnie studiował prawo na Uniwersytecie Berlińskim, m.in. u Friedricha Carla von Savigny’ego, Augusta von Bethmanna-Hollwega, Carla Wilhelma von Lancizollego. Zaczął się również interesować filozofią i od 1821 r. uczęszczał na wykłady Georga Wilhelma Friedricha Hegla, który miał na nim wywrzeć największy wpływ. W 1824 r. obronił doktorat na temat heglowskiej filozofii prawa, pt. „De doli et culpae in iure criminali notionibus”. W 1826 r. uzyskał habilitację, a w 1829 został profesorem filozofii Uniwersytetu Berlińskiego .
Do grona jego uczniów należeli m.in. David Friedrich Strauß i August Cieszkowski, który został jego wieloletnim przyjacielem .

## Dzieła
- 1827 Die Ethik des Aristoteles in ihrem Verhältniss zum System der Moral,
- 1836 Examen critique du livre d’Aristote intitulé Métaphysique, Paris,
- 1837-1838 Geschichte der letzten Systeme der Philosophie in Deutschland von Kant bis Hegel (2 t.),
- 1839 Schelling und Hegel,
- 1841 Vorlesungen über die Persönlichkeit Gottes und die Unsterblichkeit der Seele, oder die ewige Persönlichkeit des Geistes,
- 1843 Entwickelungsgeschichte der neuesten Deutschen Philosophie mit besonderer Rücksicht auf den gegenwärtigen Kampf Schelling’s mit der Hegelschen Schule,
- 1844-1852 Die Epiphanie der ewigen Persönlichkeit des Gottes,
- 1848 Nikomachische Ethik,
- 1856 Eine italienische Reise in Briefen,
- 1859-1860 Die Geschichte der Menschheit in ihrem Entwickelungsgange seit dem Jahre 1775 bis auf die neuesten Zeiten (2 t.),
- 1866 Naturrecht, oder Rechtsphilosophie als die praktische Philosophie (3 t.)
- 1856 Esquisse de logique,
- 1870 Hegel der unwiderlegte Weltphilosoph,
- 1886 Wahrheit aus meinem Leben,